# ليس أوردونس
ليس أوردونس (بالإنجليزية: Les Ordons)‏ هو أحد جبال سلسلة جورا وجزء من القمة الأم Mont Soleil يقع في كانتون جورا، سويسرا. يبلغ ارتفاع الجبل حوالي 995 متر، بينما يبلغ ارتفاع نتوء الجبل 214 متر.